# Giuseppe Facchetti
Giuseppe 'Beppe' Facchetti (Caluso, 20 settembre 1943) è un giornalista e politico italiano, esperto di comunicazione d'impresa.

## Biografia
Laureato in scienze politiche, dirigente d'azienda, imprenditore, docente universitario e giornalista, dal 2019 è presidente del Centro di Ricerca e documentazione Luigi Einaudi di Torino, organizzazione che ha festeggiato nel 2023 i 60 anni di attività, che ha avuto tra le sue file intellettuali liberali come Piero Ostellino, Giorgio Rota, Salvatore Carruba, Maurizio Ferrera, Mario Deaglio, Sergio Ricossa, Elsa Fornero, politici come Valerio Zanone e Giuliano Urbani, manager e dirigenti d'impresa come Enrico Salza, Alberto Tazzetti, Angelo Pavia, i fratelli Guerrini, fondatori di uno dei pochi centri di cultura liberale molto attivi e reputati anche negli anni in cui quest'ultima era emarginata e poco conosciuta.
Ha iniziato nel giornalismo fin da quando, giovanissimo, è il primo a descrivere il talento di un giocatore sconosciuto che diventerá poi un grande campione nell'Inter e nella Nazionale, il suo omonimo Giacinto Facchetti. A 17 anni entra a far parte dell'ufficio stampa delle Olimpiadi di Roma, comincia a collaborare a Stadio, Corriere dello Sport, Tuttosport, quindi prima a La Notte e poi al Corriere Lombardo. Dal 2006 editorialista di politica economica per vari quotidiani lombardi, in particolare L'Eco d Bergamo, la Provincia di Como. Notista politico del quotidiano on line "Linkiesta" e del periodico on line "Pensa libero".  Presidente per circa vent'anni della Cooperativa agricola di Calvenzano, fondata dal nonno Giuseppe nel 1887 e oggi la più antica cooperativa a proprietà indivisa d'Italia. Membro della presidenza di Confcooperative Bergamo.

### Attività professionale
Comincia negli anni Settanta all’ufficio relazioni esterne de La Rinascente e passa poi alla direzione delle relazioni istituzionali dell’Unione Industriale di Torino dove resta sei anni collaborando con Sergio Pininfarina, di cui sarà assistente al Parlamento europeo e consulente quando sarà alla presidenza di Confindustria. Successivamente sarà responsabile della comunicazione di Replastic e infine socio e amministratore di agenzie di comunicazione, come Incomnews (presidente), Shandwick (vicepresidente), Eprcomunicazione (vicepresidente), Servitia (presidente).
Per quattro anni, dal 2010, è presidente dell'associazione di categoria, Assorel, e successivamente vicepresidente di Confindustria Intellect e membro invitato della Giunta di Confindustria in rappresentanza delle aziende di comunicazione e di consulenza aziendale. È stato consigliere nazionale di Federambiente (Federazione delle aziende pubbliche del settore ambientale) e Ferpi (Federazione relazioni pubbliche).
Ha svolto incarichi di docente a contratto di comunicazione d’impresa presso l’Università degli Studi di Perugia per tre anni dal 2004, e successivamente di relazioni pubbliche e comunicazione integrata presso l’Università degli Studi di Milano fino al 2017.
Ha scritto per le edizioni de Il Sole24ore la “Guida alle relazioni pubbliche” e per le edizioni Libellula scuola il libro ”La comunicazione o é integrata o non é”.
Ha tenuto seminari sulla comunicazione ambientale, pubblica o di lobby per i master di Villa Umbra, Repubblica Espresso, Università Cattolica di Milano, Accademia della Guardia di Finanza, sedi di Bergamo e di Roma.

### Attività politica
Consigliere e assessore comunale a Treviglio per il PLI, viene eletto deputato per il Partito Liberale Italiano nel 1983, durante i governi Craxi nella IX legislatura (Commissioni Industria, Lavoti Pubblici e Bilancio) è responsabile economico del PLI. Termina il suo mandato parlamentare nel 1987. È stato dal 1970 al 1973 segretario nazionale della Gioventù Liberale e vicepresidente dell’Associazione giovani leaders della Nato per l’Italia. Dopo lo scioglimento del PLI è consigliere della Provincia di Bergamo e capogruppo della Margherita. Nel 2006 è membro dell’Assemblea di fondazione del Partito Democratico.
Ha rivestito funzioni di amministratore di aziende pubbliche e private come la consociata Rai Sacis (vicepresidente), Eni (membro della giunta esecutiva), ASM Brescia (vicepresidente), Autostrade Bergamasche.